# Panticeu
Panticeu (in ungherese Páncélcseh) è un comune della Romania di 1 870 abitanti, ubicato nel distretto di Cluj, nella regione storica della Transilvania.
Il comune è formato dall'unione di 5 villaggi: Cătălina, Cubleșu Someșan, Dârja, Panticeu, Sărata.